# Horace Welcome Babcock
Horace Welcome Babcock (13 settembre 1912 – 29 agosto 2003) è stato un astronomo statunitense, figlio di Harold D. Babcock.
Inventò e costruì parecchi strumenti astronomici, e nel 1953 fu il primo a proporre la costruzione delle ottiche adattive. Si specializzò in spettroscopia e negli studi dei campi magnetici delle stelle. Propose il Modello di Babcock, una teoria che spiega il magnetismo delle macchie solari.
Durante la Seconda guerra mondiale, fu assunto per lavorare al MIT e al California Institute of Technology. Dopo la guerra iniziò una fruttuosa collaborazione con il padre. Gli è stato dedicato, congiuntamente al padre, l'asteroide 3167 Babcock.

## Premi
- Medaglia Henry Draper (1957)[4]
- Medaglia Eddington (1958)
- Medaglia Bruce (1969)[5]
- Medaglia d'Oro della Royal Astronomical Society (1970)[6]
- Premio George Ellery Hale della divisione di fisica solare della American Astronomical Society (1992)

## Onorificenze
- Membro dell'American Academy of Arts and Sciences (1959)[7][8]
- Membro della National Academy of Sciences (1954)[9]
- Membro dell'American Philosophical Society (1966)[10]